# Gaziantepská univerzita
Gaziantepská univerzita (turecky: Gaziantep Üniversitesi) je turecká univerzita nacházející se ve městě Gaziantep. 
S více než 45 000 studenty a 1800 akademickými zaměstnanci se Gaziantepská univerzita řadí mezi jedny z nejdůležitějších vysokoškolských ústavů v Turecku. 
Podle World University Rankings 2020/2021 Times Higher Education byla univerzita Gaziantepská na 1001+.